# Удалов, Василий Александрович
Васи́лий Алекса́ндрович Удало́в (8 апреля 1918 — 29 января 2002) — советский офицер-танкист, участник Великой Отечественной войны, Герой Советского Союза (1944). Майор.
В годы Великой Отечественной войны — командир танкового взвода 71-го гвардейского отдельного тяжёлого танкового полка 6-го гвардейского танкового корпуса 3-й гвардейской танковой армии 1-го Украинского фронта.

## Биография
Родился 8 апреля 1918 года в деревне Новокалугино (ныне Инжавинский район Тамбовской области) в крестьянской семье. По национальности русский. Член КПСС с 1951 года. По окончании семи классов школы работал трактористом в колхозе.
В Красной армии с 1938 года. Окончил Харьковское танковое училище в 1940 году.
С первых дней Великой Отечественной войны на фронте. В 1942 году оканчивает курсы усовершенствования командного состава армии. Танковый взвод комсомольца Удалова особо проявил себя в боях при освобождении Польши. 11 августа 1944 года взвод первым в полку форсировал реку Висла в районе населённого пункта Сташув (ныне польский город Сандомир). При отражении контратаки противника бойцами взвода было уничтожено пять вражеских танков, а три из них выведено из строя экипажем танка Удалова.
Указом Президиума Верховного Совета СССР от 23 сентября 1944 года «за образцовое выполнение боевых заданий командования на фронте борьбы с немецкими захватчиками и проявленные при этом отвагу и геройство» гвардии старшему лейтенанту Удалову Василию Александровичу присвоено звание Героя Советского Союза с вручением ордена Ленина и медали «Золотая Звезда».
По окончании войны, в 1946 году, окончил Ленинградскую высшую бронетанковую школу. С 1960 года В. А. Удалов в запасе. Жил в Симферополе, работал на административно-хозяйственных должностях.

## Награды и звания
- Герой Советского Союза (23 сентября 1944);
- орден Ленина (23 сентября 1944);
- орден Красного Знамени;
- орден Александра Невского;
- два ордена Отечественной войны I степени;
- два ордена Красной Звезды;
- медали, в том числе:
  - медаль «За победу над Германией в Великой Отечественной войне 1941—1945 гг.»;
  - юбилейная медаль «Двадцать лет Победы в Великой Отечественной войне 1941—1945 гг.»;
  - юбилейная медаль «Тридцать лет Победы в Великой Отечественной войне 1941—1945 гг.»;
  - юбилейная медаль «Сорок лет Победы в Великой Отечественной войне 1941—1945 гг.».